# Corrupción en Honduras
La corrupción en Honduras ha sido un problema persistente encontrado en todos los niveles del gobierno y los diversos entes privados del país. Durante décadas, casos de malversación de fondos públicos, impunidad y vínculos entre funcionarios y redes del crimen organizado han debilitado la confianza ciudadana y obstaculizado el desarrollo económico, democrático y social. A pesar de las iniciativas para combatirla, la corrupción sigue siendo uno de los principales desafíos para la gobernabilidad y el fortalecimiento del Estado de derecho y la institucionalidad en Honduras.

## Indicadores
Existen varios indicadores e iniciativas que permiten medir y visibilizar los niveles de corrupción en el país.
El Índice de percepción de corrupción de 2024, elaborado por Transparencia Internacional, colocó a Honduras en el puesto 154 de 180, con una calificación de 22 sobre 100.
La Lista de Actores Corruptos y Antidemocráticos, más conocida como Lista Engel y elaborada por funcionarios estadounidenses, ha incluido (desde 2021 y hasta 2024) a 52 hondureños, entre ellos: los alguna vez presidentes de la República Porfirio Lobo y Juan Orlando Hernández, la primera dama Rosa Elena Bonilla, el alcalde y secretario Miguel Pastor, los miembros de la Junta Directiva del Congreso Nacional Rasel Tomé y Gladis Aurora López Calderón —además presidenta del Partido Nacional—, el presidente del Partido Liberal Yani Rosenthal, el director de la Policía Nacional Juan Carlos Bonilla, la magistrada de la Corte Suprema de Justicia Sonia Marlina Dubón, los secretarios Enrique Flores Lanza, Edna Yolany Batres, Roberto Ordóñez, Ricardo Arturo Salgado y Ebal Jair Díaz, y directores o gerentes de instituciones como INVEST-H, el Banco Nacional de Desarrollo Agrícola, la Empresa Nacional de Energía Eléctrica y la Empresa Hondureña de Telecomunicaciones   

## Casos de corrupción en el gobierno central

### SigloXIX

#### Alcaldía de la Villa de Tegucigalpa
El abogado don Narciso Mallol, tomó posesión como Alcalde Mayor de la Municipalidad de Tegucigalpa el 6 de diciembre de 1817; Mallol un optimista y monarquista valenciano ideó formas de desarrollo para la rica Villa a la cual ahora administraba, mas no contó que en 1818 el Tesorero municipal, el señor José Manuel Midence desapareciese del territorio con 26 659 pesos en plata, una buena suma considerable para esos tiempos y dejando al ayuntamiento en cero.

#### Gobierno deJosé Santos Guardiola
Este gobierno de desarrollo y reconquista de territorios perdidos como Islas de la Bahía, por los británicos, la Mosquitia tanto por Nicaragua, como por las huestes esclavistas del norteamericano William Walker, tuvo una nota negra, la de un Decreto con el cual se solicitaba un préstamo por 90 000 pesos hondureños mensuales, para combatir a los leales de Walker. Otro caso fue un delito de Prevaricación realizado por los magistrados del Tribunal Supremo de Justicia Dionisio Fiallos, Francisco Botello y Valentín Durón quienes fueron declarados con lugar a formación de causa, medida jurídica que no tuvo mayor relevancia, ya que al acusado Valentín Durón, lejos de decidirle responsabilidad penal, se le ayudó nombrándolo como Gobernador de Tegucigalpa, quedando impune el delito.

#### Gobierno deJosé María Medina
El proyecto del Ferrocarril Nacional de Honduras se desarrolló normalmente, hasta cuando se solicitaron los empréstitos con las casas de préstamos londinenses y parisienses. Es allí cuando el factor económico desapareció aduciéndose perdida al cambio Libra esterlina a Peso hondureño por parte de los Ministros plenipotenciarios hondureños que representaban al país Centroamericano en Europa; los abogados Carlos Gutiérrez Lozano y Jean Víctor Herrán, francés. Las investigaciones posteriores no arrojaron ninguna explicación al gobierno, al pueblo y a las casas prestamistas que a la postre no perdieron ni un centavo, Honduras se hundió en la calamidad al emitir bonos de una moneda que se desvaloró internacionalmente.

#### Gobierno deMarco Aurelio Soto
Declarado como el gobierno "Reformista Liberal", la administración Soto-Rosa realizó grandes proezas de desarrollo como el telégrafo, correo, etc, además cambios sistemáticos en educación y en el gobierno. Los empresarios mineros estadounidenses y europeos llegaron con más fluidez durante este gobierno que se desplazó por dos periodos consecutivos. Tanto Marco Aurelio, como el doctor Policarpo Bonilla, como Enrique Gutiérez eran dueños de concesiones mineras y en otros asuntos; eran socios acreedores de las concesiones mineras de Yuscarán y Francisco Morazán con inversionistas norteamericanos como Washington S. Valentine, quienes a todas luces tenían la facilidad de explotar las minas, sin una Ley de Minería explícita que además de dar soluciones económicas al Estado, estas también apoyaran al trabajador explotado.
Igualmente, en este gobierno fue el traslado de la capital de la república de Comayagua hacia Tegucigalpa, según la historia se decidió por la segunda ciudad, por estar ubicada en medio del territorio nacional, aunque se aduce que Soto tenía preferencia por Tegucigalpa por estar más cerca de la mina San Juancito y la de su propiedad la Rosario.
En su gobierno en un Tribunal ad-hoc fue sentenciado a muerte el expresidente José María Medina por los delitos de atentado contra el gobierno, traición y armarse ilegalmente, Medina fue fusilado en la ciudad de Santa Rosa de Copán; más le convenía a Soto, la muerte de Medina que verlo de nuevo en el poder.

### SigloXX

#### Gobierno deManuel Bonilla
Bonilla ayudó con sus Decretos y leyes el acaparamiento de tierra por las transnacionales estadounidenses, los hondureños que laboraban para estas empresas no gozaban de ninguna ley, eran explotados vilmente por los capataces norteamericanos.

#### Gobierno deFrancisco Bertrand Barahona
En 1919 Bertrand quiso que su concuño Nazario Soriano fuese su sucesor en el cargo, por lo que sus contrincantes políticos se manifestaron en contra.

#### Gobierno deRafael López Gutiérrez
López Gutiérrez era sobrino de Carlos Gutiérrez Lozano uno de los embajadores hondureños en Inglaterra y Francia que realizó las transacciones para el Ferrocarril Nacional de Honduras. López Gutiérrez, no aceptó el triunfo en las urnas del candidato del Partido Nacional de Honduras, el doctor y general Tiburcio Carias Andino y se declaró dictador; chispa que encendió la mecha y así estallara la Segunda guerra civil de Honduras, la más cruel y sangrienta declarada en el país Centroamericano.

#### Gobierno deTiburcio Carias Andino
Comenzó como un gobierno democrático hasta 1936, donde se declaró dictador, la larga administración de Carías Andino desde 1936 hasta 1949, está plagada de contrapuntos y acciones corruptas a la vista de su amigo los Estados Unidos de América.

#### Gobierno deJulio Lozano Díaz
Lozano manifestó que "Él sería un sol que alumbrara igual para todos". El 10 de diciembre de 1954, disolvió el Congreso Nacional de Honduras y se declaró jefe de Estado.

#### Gobiernos deOswaldo López Arellano
En 1965 alucinó al Congreso Nacional de Honduras para que lo declararan presidente cargo con el que estuvo administrando hasta 1971, cuando decidió entregarlo a los civiles. En 1969 ordenó la resistencia y la ofensiva hondureña contra el Ejército de El Salvador y la FAS que se habían apoderado de una buena parte del occidente y suroeste de Honduras, mientras el ejército y civiles armados batallaban en el frente y cielos contra un enemigo mejor equipado, López Arellano se refugiaba en las bóvedas del Banco Central de Honduras. Fue uno de los accionistas de la línea aérea bandera hondureña, con la cual quebraron económicamente y desafortunadamente ocurrieron sendos accidentes aéreos. En su otro gobierno se vio implicado en el Escándalo "Bananagate"; un lavado de activos.

#### Gobierno dePolicarpo Paz García
El Congreso Nacional de Honduras realiza el beneplácito al general Policarpo Paz García, declarándolo presidente. En su gobierno se decreta un indulto a favor de José Manuel Zelaya Ordóñez (padre de José Manuel Zelaya Rosales), Carlos Barh, José Enrique Chinchilla y Benjamín Plata; quienes habían sido declarados culpables por la Comisión de Investigación, sobre la Masacre de la hacienda Los Horcones-Santa Clara sucedida en 1975 y en la cual fueron asesinadas trece personas, entre sacerdotes, líderes indígenas y otras personas. La pena de prisión para los hechores fue de 20 años, misma que no cumplieron al darles la Carta de Libertad un 16 de junio de 1979.
En el gobierno de Roberto Suazo Córdova a uno de los hechores de la Masacre de los Horcones-Santa Clara, José Enrique Chinchilla, se le premió al nombrarlo agregado militar de Honduras ante la República de Panamá.

#### Gobierno deJosé Azcona del Hoyo
Azcona del Hoyo ganó unas segundas elecciones democráticas. El presidente continuó con la agenda dejada por su predecesor Roberto Suazo Córdova en el sentido de que los "ejercicios militares" conjuntos entre el Ejército de los Estados Unidos de América y las Fuerzas Armadas de Honduras realizaran con la suma normalidad el despliegue militar y así brindar apoyo a las acciones bélicas entre los Contras y el Ejército de Nicaragua. En 1987 el gobierno hondureño adquirió una escuadra de aviones de combate F-5 de doble acción caza y bombardeo, supuestamente para la defensa del país y a un coste supermillonario. Al año siguiente (1988) permitió que agentes encubiertos estadounidenses secuestraran al hondureño Juan Ramón Mata Ballesteros a quien se le encausaba por los delitos de Tráfico de Drogas, Mata Ballesteros fue capturado en Honduras violentando el Artículo 102, que reza: Ningún hondureño, podrá ser expatriado, ni entregado por las autoridades a un Estado extranjero.. de la Constitución vigente.

#### Gobierno deRafael Leonardo Callejas
En su administración resaltaron los escándalos del "Chinazo" y el "Pasaportazo". El primero fue al detener cientos de ciudadanos de origen chino con documentación legal hondureña y el segundo el de vender la nacionalidad hondureña a cualquiera que pagase por ella.

### SigloXXI

#### Gobierno deRicardo Maduro
Del gobierno del presidente Maduro se extraen los siguientes casos: 1. De la Dirección Ejecutiva de Ingresos (DEI) se denuncia un caso de Contrabando de Combustibles, denominado el "Gasolinazo" donde 180 camiones cisternas entraron por las fronteras del país sin pagar ni un centavo de impuesto. 2. De la Dirección de Migración y Extranjería, se denuncia que ciudadanos de nacionalidad colombiana y de varias nacionalidades árabes, han entrado al país y a los Estados Unidos de América con permisos extendidos por Honduras. 3. Del Instituto Nacional Agrario (INA) se denuncia la sobredimensión de tierras y la extensión de títulos sobrevalorados. 4. De la Secretaría de Recursos Naturales (SERNA) se denuncia sobre la ministra titular que ha otorgado permisos ambientales para la explotación minera y un permiso de construcción residencial en la zona de amortiguamiento La Tigra.

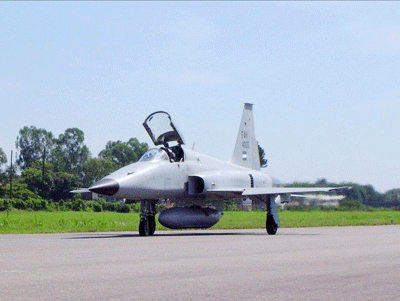
F-5E Tiger II de la FAH.

### Gobierno de Porfirio Lobo

#### Desfalco al Instituto Hondureño de Seguridad Social
Durante el gobierno de Juan Orlando Hernández se nombró como director del Instituto Hondureño de Seguridad Social a Mario Zelaya quien desfalcó la institución en 6 mil setecientos millones de Lempiras (335 millones de dólares) utilizando a una red de 400 testaferros, entre los que se incluían modelos chilenas, y Costarricenses e incluso una palillona, también estaban involucrados el ex viceministro de salud Javier Pastor y el ex viceministro de trabajo Carlos Montes.

### Gobierno de Juan Orlando Hernández

#### Corrupción en el Instituto de la Propiedad
En mayo de 2014 se descubrieron muchos actos de corrupción en el instituto de la propiedad que vienen llevándose a cabo desde gobiernos anteriores, tales como la falsificación de firmas, privatización de terrenos ejidales, venta del mismo lote a diferentes personas en diferentes departamentos, entre ellos Valle,, La Ceiba, Puerto Cortés, e Islas de la Bahía. y el Distrito Central (Tegucigalpa y Comayagüela).

#### Imposición de la Junta Directiva del Congreso Nacional (2022)
El 23 de enero de 2022 se escogió una Junta Directiva provisional del Congreso Nacional. Sin embargo, después de la ceremonia un grupo de diputados causó disturbios, se tomó las instalaciones del Congreso y, en un acto no oficial y con una minoría de diputados, escogió otra Junta Directiva provisional, nombrando como presidente a Luis Redondo. La elección de Redondo, del partido Salvador de Honduras, como presidente del Congreso Nacional fue parte de un acuerdo preelectoral entre ese partido político y el partido Libertad y Refundación (Libre), pero Redondo no pudo conseguir el apoyo suficiente para la votación en el Congreso.
La entonces presidenta electa, Xiomara Castro, de Libre, no reconoció a la Junta Directiva provisional escogida legalmente y encabezada por Jorge Cálix, de Libre. Días después se llevaron a cabo votaciones separadas para la elección de la Junta Directiva del Congreso. Tras ser juramentada, la presidenta Castro envió proyectos de ley a la facción de Redondo, que mantenía tomadas las instalaciones de Congreso. Las mismas fueron aprobadas, creando un conflicto de legalidad.
Finalmente, el 7 de febrero, Cálix acordó ceder la presidencia a Redondo para mantener la paz, aunque expresó su desacuerdo con esta decisión. Algunas organizaciones, como el Instituto Neerlandés para la Democracia Multipartidaria (NIMD) y los partidos de oposición, el Partido Nacional y el Partido Liberal, pidieron repetir la votación para legalizar la Junta de Redondo, pero esto no pasó.

#### Pacto de Impunidad II
El 3 de febrero de 2022 el Congreso Nacional aprobó la Ley para la Reconstrucción del Estado Constitucional de Derecho y para que los Hechos No se Repitan, conocida como Ley de Amnistía, la cual en su artículo 4, literal A, contiene una amnistía «general, amplia e incondicional» para los funcionarios, empleados o autoridades electas durante el gobierno de Manuel Zelaya (27 de enero de 2006-28 de junio de 2009) y que fueron «requeridos, acusados o procesados criminalmente por oponerse y protestar contra el golpe de Estado y por actos propios del ejercicio de su función pública, procesos que fueron calificados como políticamente motivados». El decreto, sin embargo, incluyó en el indulto delitos de corrupción como falsificación de documentos, abuso de autoridad, violación de los deberes de los funcionarios, malversación de caudales públicos y fraude; esto pese a que la constitución hondureña dice en su artículo 205, numeral 16, que una amnistía solo puede otorgarse por delitos políticos y delitos comunes conexos.
Muchos consideraron al decreto un nuevo pacto de impunidad o "Pacto de Impunidad II", entre ellos el Consejo Nacional Anticorrupción (CNA), el Consejo Hondureño de la Empresa Privada, y Cristosal, así como los funcionarios del gobierno de Castro: Doris Gutiérrez, designada presidencial, y Edmundo Orellana, asesor de Transparencia y Combate a la Corrupción. También Ana María Calderón, exfiscal del Perú y exvocera de la MACCIH dijo que la amnistía constituyó «una voluntad de generar impunidad y proteger a funcionarios que cometieron delitos».
Mediante este decreto se extiguió la causa penal contra los prófugos de la justicia Enrique Flores Lanza y Rodolfo Padilla Sunseri, y fue puesto en libertad Marcelo Chimirri. La Sala de lo Penal de la Corte Suprema promovió de oficio un recurso de inconstitucionalidad contra la Ley de Amnistía, aduciendo que violaba los artículos 4, 41, 205, 219, 231 y 304 de la constitución de la República, y que contravenía la Convención de las Naciones Unidas contra la Corrupción, que establece que los delitos de lavado de activos, malversación, apropiación indebida y otras formas de desviación de bienes por parte de un funcionario público, tráfico de influencias, abuso de autoridad, enriquecimiento ilícito, encubrimiento y obstrucción de la justicia no son considerados delitos políticos. En octubre de 2024 el pleno de la Corte Suprema declaró «no ha lugar» el recurso de inconstitucionalidad.

## Corrupción en las alcaldías
Un factor creciente en la república de Honduras es el aumento de estos crímenes con impunidad por parte de los entes encargados de impartir justicia del gobierno, durante el gobierno de Porfirio Lobo Sosa dos Alcaldes Municipales -afines a su partido político- fueron acusados de ser líderes de bandas de secuestradores y sicariosː
- Mario Alberto Urbina Soto, exalcalde de Yoro, acusado de liderar una banda de narcotráfico y sicariato que había asesinado a más de 137 personas y abusado sexualmente de una gran cantidad de mujeres quienes se negaron a entregarles sus bienes; Casas, ganado, etc.[30][31] Fue capturado antes de finalizar su gobierno edilicio en el año 2014.

- José Adalid González, exalcalde de Sulaco, departamento de Yoro, era líder de la banda de criminales Los Banegas dedicados al asalto de autobuses, carros repartidores de productos, robo de ganado y sicariato.[32][33][34][35] Entre la banda de criminales se encuentranː Máximo Banegas Garay, “Chimino”; Pedro Antonio Banegas Hernández, Isidro Banegas Cruz, Calixto Banegas Hernández, Elías Donaldo Galindo Castro, Orlin Omar Rosales Cruz, alias Pelillo, César Augusto Salgado, alias Torombolo, y Juan Pablo Banegas.[36] Se le acusa de ordenar cometer más de 60 crímenes.[37] Esta banda llegaba con agentes de policía junto a sicarios disfrazados de policías, obligaban a las personas a salir de sus casas amenanzandolas con que incendiarían sus casas para luego asesinar a sus víctimas y apoderarse de sus bienes.[38][36][39] Entre sus víctimas se encuentran Fran Reinieri Murcia Rodríguez, Sandra Cálix y su madre Georgina Orellana. Además Marco Tulio Rodríguez, Damacio Orellana, Carlos Hernández, Secundino Orellana Romero y Medardo Romero.[40] Fue capturado en 2015 dos años después de su gobierno debido al temor de los testigos de represalias y a la falta de investigación por parte de las autoridades.

### Alcaldía Municipal del Distrito Central
Malversación de caudales donados: Cuando fungía como alcaldesa la señora Vilma Reyes Escalante vda. de Castellanos, la primera dama de la República Bolivariana de Venezuela, señora Marisabel de Chávez, visita Tegucigalpa y hace un donativo al proyecto "El Vaso de Leche" dirigido a niños pobres. El señor Nasry Asfura miembro que fue de esta asociación, manifestó que dichas cantidades nunca fueron entregadas a FUDEHFA, la organización del proyecto.
Malversación de caudales públicos y abuso de autoridad: Cuando fungía como alcalde el señor Miguel Rodrigo Pastor, 1. Se realizaron pagos con dinero de la Municipal a personal de una agencia de publicidad propiedad del señor Sebastián Pastor. 2. Unas cantidades que fueron utilizadas para préstamos y que correspondían a trabajadores registrados en Instituto Nacional de Jubilaciones y Pensiones de Empleados Públicos (INJUPEMP), este caso fue llevado a los tribunales hondureños por la Fiscalía del Ministerio Público de Honduras.

### Alcaldía Metropolitana de San Pedro Sula
Abuso de autoridad, realizado por el señor alcalde Óscar Kilgore, señores Rodolfo Padilla Sunseri, William Hall Micheletti, durante su administración entre los años 2002 a 2006, el alcalde y regidores, autorizaron 100 galones de combustible para uso de sus vehículos, sin embargo, este gasto se incrementó hasta 700 galones mensuales. El alcalde Óscar Kilgore además realizó compra de pintura para el ornato de las aceras y calles de la ciudad, dicha suma ascendía a 2.8 millones de Lempiras producto procedete de manera directa en la ferretería "Sumaco". Se realizó juicio por acusación del Fiscal anticorrupción, sin sentencia definitiva conocida.